# Сорокин, Александр Иванович
Алекса́ндр Ива́нович Соро́кин (25 августа 1924, Сестрорецк — 21 июня 2017) — советский и российский учёный.
Окончил Военно-морское училище им. М. В. Фрунзе и Военно-морскую академию. Инженер-контр-адмирал. Заведующий лабораторией Института озероведения РАН.
Автор трудов по теории гидрографических исследований океана, морской геодезии и морской картографии. Член-корреспондент Академии Наук СССР (1979), член-корреспондент РАН (1991; член-корреспондент АН СССР с 1979). Лауреат Государственной премии (1986).
Похоронен в Санкт-Петербурге на Сестрорецком кладбище  (недоступная ссылка).

## Семья и увлечения
- Увлекался филателией.
- Жена Валентина Викторовна Черокова, дочь вице-адмирала В. С. Черокова. Сын Игорь.

## Основные научные работы
- Сорокин А. И. Гидрографические исследования мирового океана / А. И. Сорокин. — Л.: Гидрометеоиздат, 1980. — 288 с. — 1450 экз.
- Сорокин А. И., Трибуц Г. В. Англо-русский словарь по навигации, гидрографии и океанографии / А. И. Сорокин, Г. В. Трибуц. — М.: Воениздат, 1984. — 464 с. — 6000 экз.
- Сорокин А. И. На разных широтах планеты : (записки морского гидрографа) / А. И. Сорокин. — СПб.: Полярный Экспресс, 2016. — 144 с.